# Правна плавуша 2
Правна плавуша 2 (енгл. Legally Blonde 2) амерички је филм из 2003. године чији је режисер Крис Херман-Вармфелд и писац Кејт Кондел. Предстабља наставак филма Правна плавуша, са главним улогама које тумаче Рис Видерспун, Сали Филд, Реџина Кинг, Џенифер Кулиџ, Брус Макгил, Дејна Ајви, Мери Лин Рајскуб, Боб Њухарт и Лук Вилсон, са Кулиџовом и Вилсоном који репризирају своје улоге из првог филма.
Иако је прича постављена у Вашингтону, филм је снимљен у канцеларијама на Вивијан смарт хоум арена (тада Делта центар), Јута стејт кепитол у Солт Лејк Ситију, Јути и Илиноис стејт капитол у Спрингфилду, Илиноису. Претпостављени „погледи из ваздуха” на зграде у Вашингтону били су макете које је направила филмска екипа.
Филм је изашао 2. јула 2003. године, са генерално негативним пријемом од критичара. Међутим, филм је био успешан на биоскопским благајнама, зарадивши 90 000 000 долара у Северној Америци и 125 000 000 широм света.

## Радња
Ел Вудс се бави правима животиња. У ствари, ставила је своје свадбене планове на чекање да би се упутила у Вашингтон, да би се усвојио закон о тестирању против животиња. Вратар њене зграде брзо јој показује путеве и рад главног града своје нације.